# 托托萨
托托萨是葡萄牙波尔图区的一个堂区。总面积0.98平方公里，总人口557人，人口密度568.4人/平方公里。